# Inga Grigorjewna Woronina
Inga Grigorjewna Woronina (russisch И́нга Григо́рьевна Воронина, geborene Artamonowa [russisch Артамо́нова]; * 29. August 1936 in Moskau; † 4. Januar 1966 ebenda) war eine sowjetische Eisschnellläuferin. Obschon sie nie an Olympischen Winterspielen teilnahm, gilt sie als eine der besten und erfolgreichsten Eisschnellläuferinnen ihrer Zeit und war die erste Frau, die vier Mehrkampfweltmeisterschaften für sich entscheiden konnte.

## Karriere
Inga Artamonowa begann bereits als junges Mädchen, auf der Eisbahn zu laufen, um sich vom täglichen Kriegsleid und Gesundheitsproblemen abzulenken. Bald schloss sie sich dem Dynamo Sportklub an und lief im Dynamo-Stadion. Als sie zwölf Jahre alt war, wurde sie innerhalb des Vereins allerdings der Ruder-Sektion zugeteilt. Der Sport kräftigte ihre Brustmuskulatur und verbesserte ihre Lungengesundheit so weit, dass langjährige tuberkulöse Leiden mit passender Therapie behandelt werden konnten. Im Rudern verzeichnete Artamonowa schnell erste Erfolge und wurde sowjetische Juniorenmeisterin. Mit 17 Jahren war sie bereits zweimalige Seniorenmeisterin. Nur wenig später wechselte sie allerdings aus eigener Entscheidung und gegen den Rat ihrer Trainer zum Eisschnelllauf.
Ihre ersten sowjetischen Mehrkampfmeisterschaften in der neuen Sportart beendete sie 1955 noch auf Rang 21. Doch schon ein Jahr darauf erkämpfte sie sich den Meistertitel und 1957 die Goldmedaille bei der Mehrkampfweltmeisterschaft. In den folgenden Jahren feierte sie zahlreiche internationale Erfolge, verpasste allerdings wegen einer Magenerkrankung die Olympischen Winterspiele 1964 in Innsbruck. Im Folgejahr gelang ihr aber zum vierten Mal der Triumph bei der Mehrkampfweltmeisterschaft. Neben ihren internationalen Erfolgen war Woronina insgesamt fünf Mal (1956, 1958, 1962, 1963, 1964) sowjetische Meisterin im Mehrkampf und sicherte sich 26 sowjetische Meistertitel über Einzelstrecken. Darüber hinaus gewann sie acht Mal den Kirov-Preis, einen prestigeträchtigen Eisschnelllauf-Grand Prix in der Sowjetunion, und wurde 1962 als Verdiente Meisterin des Sports der UdSSR (заслуженный мастер спорта СССР) ausgezeichnet.

## Privatleben
Inga Artamonowa war noch keine fünf Jahre alt, als der Deutsch-Sowjetische Krieg entfesselt wurde und viel Leid über die sowjetische Bevölkerung brachte. Auch sie litt mit ihrer Mutter Anna, ihrem Bruder Wladimir und ihrer Großmutter oft Hunger. Zudem besaß sie infolge der Entbehrungen eine sehr schwache Gesundheit und infizierte sich mit Tuberkulose, die sieben Jahre lang nicht vollständig abheilen sollte.
Im Jahr 1959 heiratete sie ihren Eisschnelllauf-Kollegen Gennadi Andrejewitsch Woronin (* 1934; † 2004), der kurz darauf bei den Olympischen Winterspielen 1960 in Squaw Valley antrat. In Vorbereitung auf die Mehrkampfweltmeisterschaft des gleichen Jahres wurde bei Woronina erneut Tuberkulose diagnostiziert, die erfolgreich therapiert werden konnte. Nach der Mehrkampfweltmeisterschaft 1962 mussten ihr abermals diverse Geschwüre entfernt werden. 1965 trat sie in die KPdSU ein.
Die Athletin sah sich zudem häuslicher Gewalt seitens ihres Ehemannes ausgesetzt, der ob ihrer zahlreichen sportlichen Erfolge und ihrer Popularität sowie angesichts seiner eigenen nicht erfüllten Karriereerwartungen eine stetig wachsende Eifersucht entwickelte und alkoholkrank wurde. Am 4. Januar 1966 erhielt er eine Vorladung vor den Vorstand des Dynamo Sportklub, der mit ihm ein Gespräch über die familiären Probleme – und mögliche negative Auswirkungen auf die Leistungen seiner Vorzeigeeisschnellläuferin – führen wollte. Er nahm diesen Termin jedoch nicht wahr, sondern fuhr zu seiner Frau und griff sie mit einem Messer an. Mehrere Stiche direkt ins Herz waren tödlich. Tausende Moskowiter begleiteten den Trauerzug für ihr Idol Inga durch die Stadt, ehe sie auf dem Wagankowoer Friedhof beigesetzt wurde. Gennadi Woronin wurde zu einer Haftstrafe von zehn Jahren verurteilt.

## Weltrekorde
Folgende Weltrekorde stellte Woronina während ihrer Karriere auf.
| Disziplin        | Zeit / Punkte | Ort           | Datum           |
| ---------------- | ------------- | ------------- | --------------- |
| Mini-Kombination | 206,016 p     | Jekaterinburg | 6. Februar 1956 |
| 500 m            | 00:44,90 min  | Medeo         | 27. Januar 1962 |
| 1500 m           | 02:19,00 min  | Medeo         | 27. Januar 1962 |
| 3000 m           | 05:06,00 min  | Medeo         | 28. Januar 1962 |
| Mini-Kombination | 189,033 p     | Medeo         | 28. Januar 1962 |